# اسم مجموع
 الاسم المجموع  هو ما يجمع من الأسماء جمعا سالما أو مكسرا وخلافه غير المجموع نحو لفظ المنزلة فهو لا يجمع.